# Gašper Fečur
Gašper Fečur (* 1977) ist ein ehemaliger slowenischer Squashspieler.

## Karriere
Gašper Fečur gehörte zum Aufgebot der slowenischen Nationalmannschaft bei den Europameisterschaften in den Jahren 2000, 2001 und 2002 und belegte mit ihr 2000 Rang 16 sowie in den beiden Folgejahren Rang 17. Fečur war 2003 bei Sloweniens einziger Teilnahme an einer Weltmeisterschaft ebenfalls Kadermitglied und schloss das Turnier mit der Mannschaft auf dem 26. Platz ab. Dabei bestritt er vier Partien, die er alle verlor. Von 2000 bis 2003 wurde Fečur viermal in Folge slowenischer Landesmeister.
Nach Beendigung seines Studiums im Jahr 2005 beendete er seine Karriere.

## Erfolge
- Slowenischer Meister: 4 Titel (2000–2003)